# Arnulfo Miramontes
Arnulfo Miramontes (Tala, Jalisco, 18 de julio de 1881 - Ciudad de México, 13 de marzo de 1960) fue un compositor, pianista, organista, director de orquesta y maestro de piano mexicano, creador de cerca de 200 obras que van desde miniaturas para piano hasta óperas, todas ellas de estética conservadora, en el contexto de finales del Post-romanticismo.

## Biografía
Originario de la pequeña localidad de Tala, Jalisco, Arnulfo Miramontes Romo de Vivar fue uno de los once hijos de Marcial L. Miramontes Flores (1840?-1891) -platero de profesión- y María Refugio Romo de Vivar López (1850?-1911). Al morir Marcial, la familia decide establecerse en Aguascalientes (c. 1893) -no sin antes haberse mudado a varias localidades de Jalisco- ciudad a la que más tarde el compositor llegó a considerar como su tierra natal y donde muy probablemente comenzó sus estudios de solfeo, teoría y piano con José H. Azios, de quien no se tiene conocimiento alguno. En esta ciudad conseguiría su primer logro como músico: convertirse, c. 1895, en organista del Santuario de Nuestra Señora de Guadalupe.
A la fecha, no ha sido posible establecer con claridad los pormenores de su formación musical, aunque puede afirmarse que lo más relevante en ella fueron los estudios realizados c. 1899-1900 con Francisco Godínez -primer organista de la Catedral de Guadalajara- así como los efectuados de 1908-1909 en el Stern´sches Konservatorium der Musik de Berlín -actualmente Universität der Künste Berlin-, donde tomó clases de piano con Martín Krause (1853-1918) -discípulo de F. Liszt (1811-1886)- y de armonía y composición con Philipp Rüfer (1844-1919). Fue en esta institución donde compuso sus primeras dos obras representativas: obertura La Primavera (1909) y Cuarteto de cuerdas Nº 1 (1909).
A su regreso a México (1909) se instaló en Aguascalientes, donde en 1910 la "Comisión Central del Centenario de la Independencia Nacional" le encargaría la organización de una serie de conciertos en conmemoración por los cien años del inicio del movimiento independentista, recitales en los cuales dirigió obras suyas -así como la Sinfonía n.º 5 en do menor, op. 67, de L. V. Beethoven (1770-1827)- e interpretó el Concierto para piano y orquesta n.º 1 en mi bemol mayor, R. 455, S. 124 de F. Liszt. En ese mismo año obtuvo un primer premio por su Cuarteto de cuerdas Nº 1, en concurso convocado por la entonces Secretaría de Instrucción Pública y Bellas Artes.
La década de 1910 puede considerarse como la más prolífica de su carrera como compositor, pues en este periodo Miramontes escribió las obras orquestales: Oficio de difuntos (1912), Misa de Réquiem (1912) -dedicada esta obra y la anterior a su madre-, Concierto para piano y orquesta (1914), Primera Sinfonía (1916?), Allegro Scherzando (1917?), ópera Anáhuac (1917) -libreto de Francisco Bracho (1855-?)-, Baile Azteca (1918?) -dedicado a la bailarina Norka Rouskaya-  y Suite Sinfónica Mexicana (1918), así como decenas de composiciones para piano, entre las cuales sobresalen Sonata para piano (1914) -dedicada a Carlos del Castillo (1882-1959)- y Sonata para violín y piano (1917) -dedicada a Josep Rocabruna (1879-1957)-, obras para canto y piano -de las cuales, once han llegado hasta nuestros días-, órgano -destacándose Fuga a 4 partes (fecha desconocida), interpretada en el estreno del órgano del Templo de San Marcos de la capital aguascalentense (fecha desconocida)- y coro y órgano -sobresaliendo Cantata Otoño (1909)-. Al finalizar esta década contrae nupcias con la profesora María de Jesús Romo de Vivar y Pimienta el 20 de mayo de 1918, con quien tuvo su único hijo el 29 de marzo de 1919: Arnulfo de San Patricio.
En 1921 y 1923-1924 visitó por motivos artísticos los Estados Unidos. Dentro de las actividades realizadas, destacaría su participación en la Universidad de Columbia de Nueva York en un recital poético-musical en el que tomaron parte la soprano María Luisa Escobar de Rocabruna (1885-1965) y la poeta chilena Gabriela Mistral (1889-1957). De estos años también datan sus primeros contratos con diversos repertorios de música de la Ciudad de México -Otto y Arzoz, Salvador Cabrera y Fanghaenel y Kuntze- y la composición de la Gran Marcha Triunfal (1921). De 1927-1929 fue nombrado director titular de la Orquesta Sinfónica de Aguascalientes, periodo en el que compuso Ballet Sinfónico Iris (1926), dedicado a los atardeceres de la ciudad hidrocálida.
En 1930 sus obras Marcha Querétaro -partitura no encontrada- y Preludio Cromático -quizás se trate de su Preludio No. 4 para piano, creado en 1925- fueron premiadas por el "Concurso Musical Querétaro"; asimismo, se volvió integrante de la revista "México Musical", dirigida por Carlos del Castillo. Años más tarde compuso Segunda Sinfonía (1933?) y la ópera Cíhuatl (1934) -libreto de Catalina D´Erzell (1897-1950)-. En 1934 fue designado nuevamente director titular de la Orquesta Sinfónica de Aguascalientes y al año siguiente obtuvo un segundo premio por Poema Sinfónico de la Revolución (1935) en concurso organizado por la Secretaría de Educación Pública. Hacia el final de ese decenio (c. 1938) escribiría Misa Solemne y Cuarteto de cuerdas Nº 2.
En las últimas dos décadas de su vida Miramontes se dedicó especialmente a la docencia, motivo por el cual compuso tres ciclos dedicados a los niños o a los pianistas principiantes: Escenas infantiles (c. 1950), Miniaturas mexicanas (c. 1952) y Navidad infantil (c.1958); sin embargo, en este periodo también compuso obras de gran formato como Tercera Sinfonía (1947?) y tres oratorios (1943?, 1956 y 1959), dejando los primeros esbozos de uno más (1960), cuya composición no pudo completar a causa de su muerte. Así mismo, en estas dos décadas Miramontes consiguió que, a través de Agustín Llopis de Olivares -su representante en E.U.A.-, el repertorio de música norteamericano Casa Baron Inc. (1950) le publicara varias obras para piano y que The Edwin A. Fleisher Music Colection of The Free Library of Philadelphia adquieriera varias de sus obras orquestales (1942).
Dentro de su faceta pedagógica destacó su labor en la Escuela de Música Sacra de Querétaro y el Conservatorio José Guadalupe Velázquez del mismo estado, así como en la "Academia de Piano y Composición Miramontes" que tenía sedes en Ciudad de México, Aguascalientes, Guanajuato, Hidalgo, Puebla, Querétaro, San Luis Potosí y Zacatecas. Entre sus principales discípulos cabe mencionar a Ma.Concepción Aguayo Mora (1910-2008) y Ladislao Juárez Ponce (1927-2011) en Aguascalientes, así como a Esperanza Cabrera Muñoz (1924-1979), Felipe Ramírez Ramírez (1939-2015) y Gloria Carmona González (1936)  en Querétaro.
Las últimas representaciones de obras de Miramontes en suelo mexicano y en vida del compositor se dieron en marzo y septiembre de 1959, dentro del "1er Festival de Música Sinfónica de Compositores Mexicanos" organizado por el INBA. En estos dos conciertos se tocaron, respectivamente, Segunda Sinfonía e Iris. Arnulfo Miramontes murió en la Ciudad de México el 13 de marzo de 1960. Sus restos descansan en la fosa 292 de la avenida No. 30 del Panteón Francés de dicha entidad.

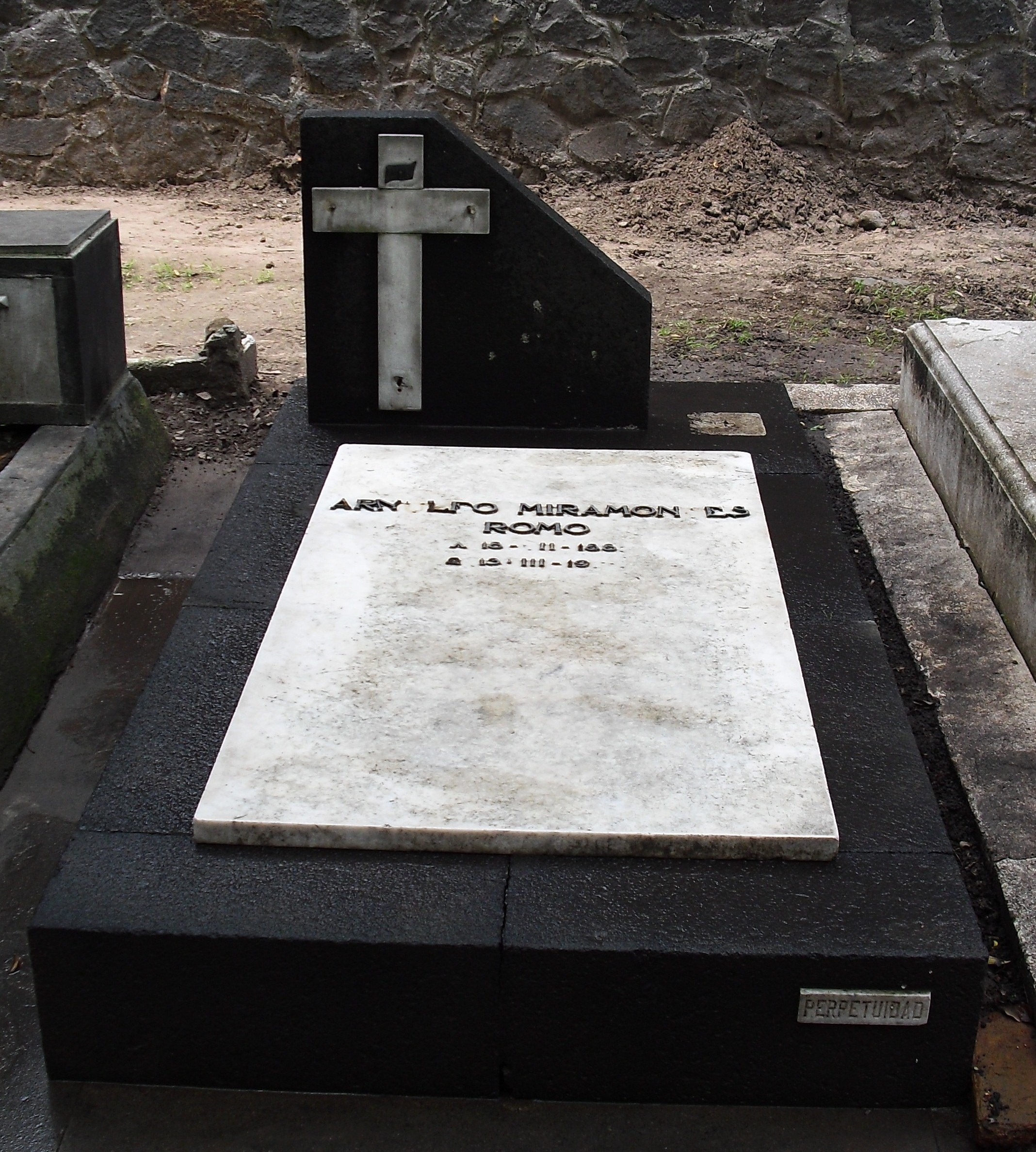
Tumba de Arnulfo Miramontes. Panteón Francés de la Ciudad de México.

## Discografía
- Romanzas y Mazurkas. Urtext Digital Classics, 2014. Voz (soprano): Laura Pérez Rosillo / Violín: Érika Cano Magdaleno / Violonchelo: Juan Leonardo Mendoza Maldonado / Piano: Bernardo Jiménez Casillas
- Preludios - Miniaturas mexicanas - Música de salón. Urtext Digital Classics, 2015. Piano: Bernardo Jiménez Casillas
- Estudios -Escenas infantiles - Arrulladoras. Urtext Digital Classics, 2015. Piano: Bernardo Jiménez Casillas